# 건안칠자

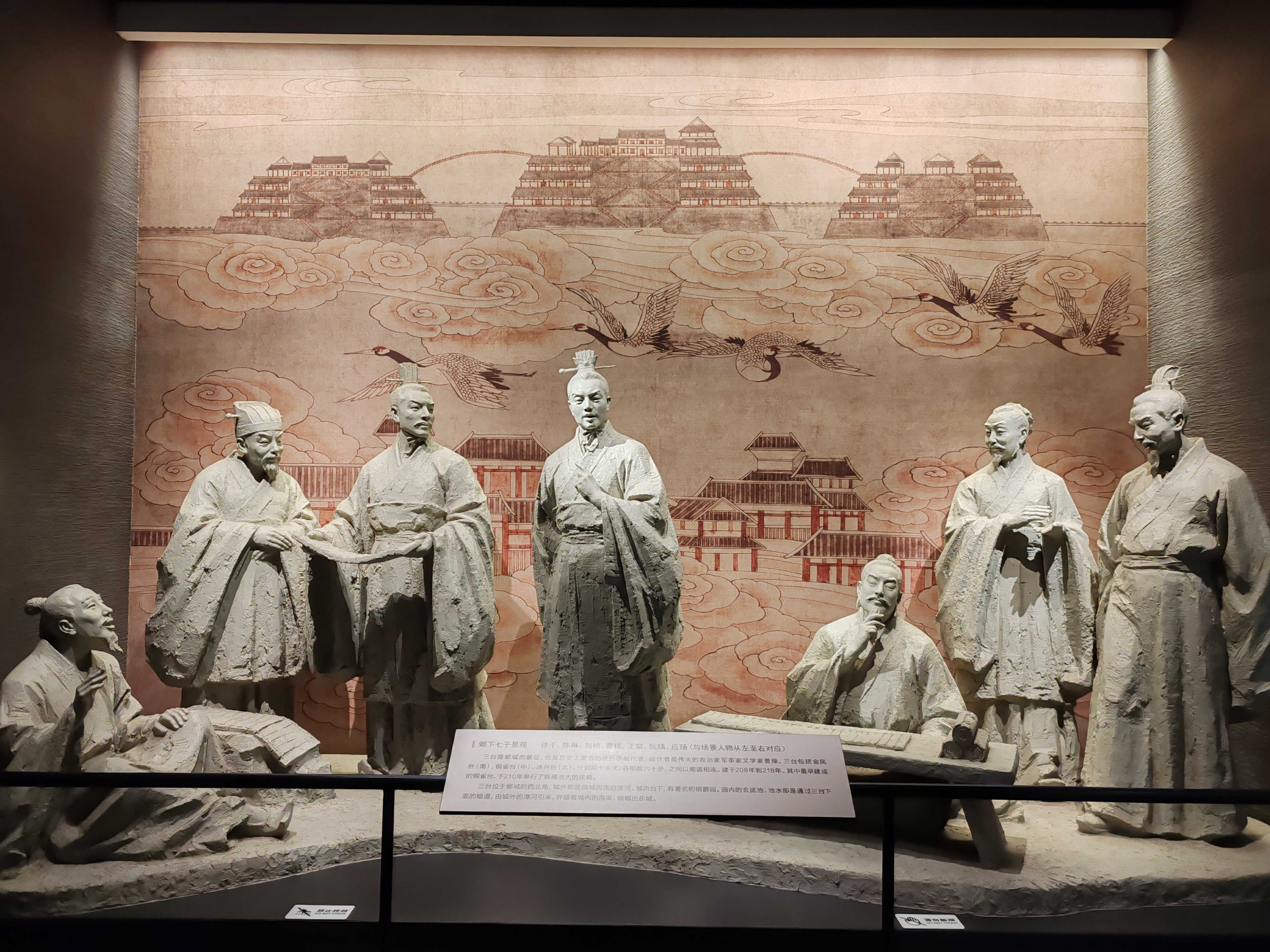
건안칠자

건안칠자(建安七子)는 후한 헌제(獻帝)의 건안 연간(196~220)에 조조(曹操) 부자 밑에서 활약한 문학 집단 가운데 특히 뛰어난 재자(才子) 7인을 가리킨다. ‘업하의 7자’라고도 한다.
‘삼조(三曹)’의 위성(衛星)으로서, 신흥 업도에서 20년 동안이나 활발히 시작(詩作)을 계속했다. 그 중에도 왕찬, 유정이 뛰어나, 이 집단이 5언시의 발전, 문학의 서정화에 이룩한 공적은 지극히 크다. 

## 구성원
- 공융(孔融, 자는 文擧, 153~208)
- 완우(阮瑀, 자는 元瑜, ?~212)
- 서간(徐幹, 자는 偉長, 171~217)
- 진림(陳琳, 자는 孔障, ?~217)
- 응창(應瑒, 자는 德璉, ?~217)
- 왕찬(王粲, 자는 仲宣, 177~217)
- 유정(劉楨, 자는 公幹, ?~217)